# Milheirós de Poiares
Milheirós de Poiares is een plaats (freguesia) in de Portugese gemeente Santa Maria da Feira en telt 3 859 inwoners (2001).